# كريستيان بيل (لاعب كريكت)
كريستيان بيل (بالإنجليزية: Kristian Bell)‏ (15 أبريل 1972 في المملكة المتحدة - ) هو لاعب كريكت بريطاني.

## وصلات خارجية
- كريستيان بيل على موقع إي آس بي آن كريك إنفو (الإنجليزية)